# Viliame Takayawa
Viliame Takayawa (ur. 21 lutego 1949 w Vatukoula, zm. 5 maja 2023 w Tamavua) – fidżyjski judoka i zapaśnik. Dwukrotny olimpijczyk. Zajął osiemnaste miejsce w Los Angeles 1984 i w Seulu 1988. Walczył w wadze półciężkiej.
Chorąży reprezentacji w Los Angeles 1984 i Seulu 1988.
Był prezydentem związku judo w Fidżi. Uczestnik mistrzostw świata w 1987. Wicemistrz Oceanii w 1981 roku.
Brązowy medalista mistrzostw Oceanii w zapasach w 1990 roku.

## Letnie Igrzyska Olimpijskie 1984
| Konkurencja | Eliminacje                 | Klas. końcowa |
| Konkurencja | Przeciwnik I               | Miejsce       |
| ----------- | -------------------------- | ------------- |
| 95 kg       | Günther Neureuther (FRG) P | 18.           |

## Letnie Igrzyska Olimpijskie 1988
| Konkurencja | Eliminacje                | Klas. końcowa |
| Konkurencja | Przeciwnik I              | Miejsce       |
| ----------- | ------------------------- | ------------- |
| 95 kg       | Stéphane Traineau (FRA) P | 18.           |